# Nova Santa Bárbara
Nova Santa Bárbara is een gemeente in de Braziliaanse deelstaat Paraná. De gemeente telt 3.984 inwoners (schatting 2009).